# Grassersdorf
Grassersdorf ist ein Ortsteil der Stadt Rötz im Landkreis Cham des Regierungsbezirks Oberpfalz im Freistaat Bayern.

## Geografie

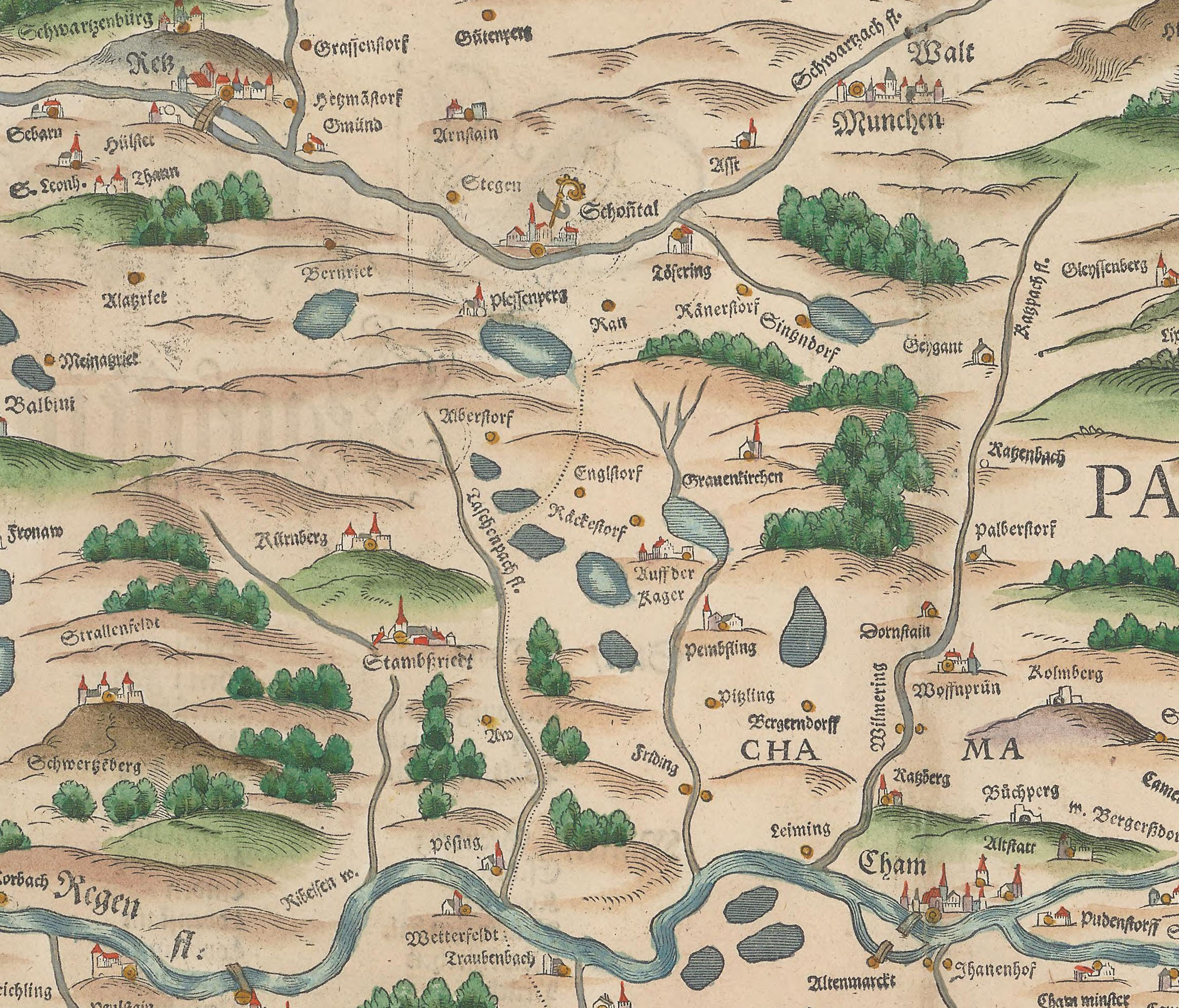
Grassersdorf auf der Apian-Karte von 1568

Grassersdorf liegt am Rötzer Bach, 700 Meter nordöstlich der Bundesstraße 22, 2,4 Kilometer nordwestlich der Staatsstraße 2150 und 2,6 Kilometer nördlich von Rötz.

## Geschichte
Grassersdorf (auch: Grassenstorf, Grassestorff, Grasßerßdorff, Grosserstorff, Grasserstorff) gehört zu den -dorf-Orten. Die Ortsnamenforschung kennzeichnet die auf -dorf endenden Ortsnamen als Gründungen aus dem 9. bis 12. Jahrhundert. Solche Ortsnamen treten in der Umgebung von Rötz gehäuft auf.
Im 12. Jahrhundert lag Grassersdorf im Einflussbereich der Altendorfer-Leonberger, die in Grassersdorf Lehen hatten.
1289 erwarb das Kloster Schönthal den Zehnt über fünf Güter in Grassersdorf. 1296 gab Waltherus de Wartperch Zehnte in Grassersdorf zugunsten Schönthals an Wernhard Graf von Leonsberg zurück.
1315 verkauften die Warberger ihre Zehentrechte über fünf Höfe in Grassersdorf an das Kloster Schönthal. 1317 verkauften die Brüder Reimbot IV. Ulrich, Konrad I. Seyfried und Konrad II von Schwarzenburg einen Hof in Grassersdorf an den Ritter Wolfram von Geigant. Im selben Jahr bestätigten sie die Übergabe eines Hofes in Grassersdorf durch Ulrich von Kohlberg an das Kloster Schönthal. 1331 wurde Grassersdorf im Teilungszettel Heinrich XV. erwähnt. Im Leuchtenberger Lehenbuch von 1396 wurde für Grassersdorf Johann Pemflinger mit einem Viertelhof aufgeführt.
Im Verzeichnis der Erträge des Klosters Schönthal von 1429 wurde Grassersdorf aufgeführt. 1435 schenkten Peter Geyganter und seine Frau dem Kloster Schönthal ihren Burgstall mit Viehweide und Hofstatt in Grassersdorf.
1505 wurde Grassersdorf genannt. 1522 erschien es mit 10 Untertanen des Amtes Rötz. Im Jahr 1522 gehörten Untertanen in Grassersdorf zum Kastenamt Rötz. In einem Verzeichnis von 1588 wurden Mannschaften in Grassersdorf als zur Frais Schwarzenburg gehörig aufgeführt. 1588 hatte Grassersdorf 8 Höfe, 1 Gut, 3 Sölden.
1622 hatte es 12 Mannschaften. In der Steueranlage von 1630 wurde das Pflegamt Rötz in vier Viertel eingeteilt. Dabei gehörte Grassersdorf zum 1. Viertel. 1630 wurden für Grassersdorf verzeichnet 5 Höfe, 2 Sölden, 1 Söldengütl (kurpfälzisches Lehen) zum Amt Rötz; 2 Höfe, 1 Gut zum Kloster Schönthal; 1 Hof zum Gotteshaus St. Martin in Rötz; 1 Hof, 1 Hütmann, 1 Inwohner zur Hofmark Thanstein.
1808 gab es in Grassersdorf 14 Anwesen, 1 Hüthaus und 1 Wirt. Davon waren 2 Anwesen grundbar zum Kloster Schönthal und 1 Anwesen gehörte zum Niedergericht und zur Hofmark Thanstein.
1808 wurde die Verordnung über das allgemeine Steuerprovisorium erlassen. Mit ihr wurde das Steuerwesen in Bayern neu geordnet und es wurden Steuerdistrikte gebildet. Dabei kam Grassersdorf zum Steuerdistrikt Hetzmannsdorf. Der Steuerdistrikt Hetzmannsdorf bestand aus den Dörfern Bauhof, Grassersdorf und Hetzmannsdorf und der Einöde Schellhof.
1820 wurden im Landgericht Waldmünchen Ruralgemeinden gebildet. Dabei wurde Grassersdorf mit 20 Familien Ruralgemeinde. 1946 wurde die Gemeinde Grassersdorf in die Stadt Rötz eingemeindet, jedoch 1950 als selbständige Gemeinde wiederhergestellt. Am 1. Mai 1978 wurde dann Grassersdorf nach Rötz eingegliedert.
Grassersdorf gehört zur Pfarrei Rötz. 1997 hatte Grassersdorf 79 Katholiken.

## Einwohnerentwicklung ab 1820
| Jahr | Einwohner   | Gebäude |
| ---- | ----------- | ------- |
| 1820 | 20 Familien | k. A.   |
| 1838 | 146         | 16      |
| 1861 | 126         | 53      |
| 1871 | 126         | 67      |
| 1885 | 124         | 17      |
| 1900 | 121         | 17      |
| 1913 | 116         | 16      |

| Jahr | Einwohner | Gebäude |
| ---- | --------- | ------- |
| 1925 | 116       | 16      |
| 1950 | 141       | 15      |
| 1961 | 84        | 15      |
| 1970 | 79        | k. A.   |
| 1987 | 79        | 21      |
| 2011 | 83        | k. A.   |

## Tourismus und Sehenswürdigkeiten
Der mittelalterliche Burgstall ist mit einem Bauernhof überbaut. Er ist als Bodendenkmal Nummer D-3-6641-0091 ausgewiesen.